# Stilpnus fallax
Stilpnus fallax là một loài tò vò trong họ Ichneumonidae.